# Kaniška Iva
Kaniška Iva is een plaats in de gemeente Garešnica in de Kroatische provincie Bjelovar-Bilogora. De plaats telt 510 inwoners (2001).